# Бурылина, Надежда Харлампиевна
Надежда Харлампиевна Бурылина (урождённая Куваева; 1851, с. Иваново, Владимирская губерния, Российская империя — 1921, Иваново-Вознесенск, РСФСР) — российская промышленница и благотворительница из купеческой династии Куваевых, почётный гражданин Иваново-Вознесенска, супруга фабриканта Н. Г. Бурылина.

## Биография

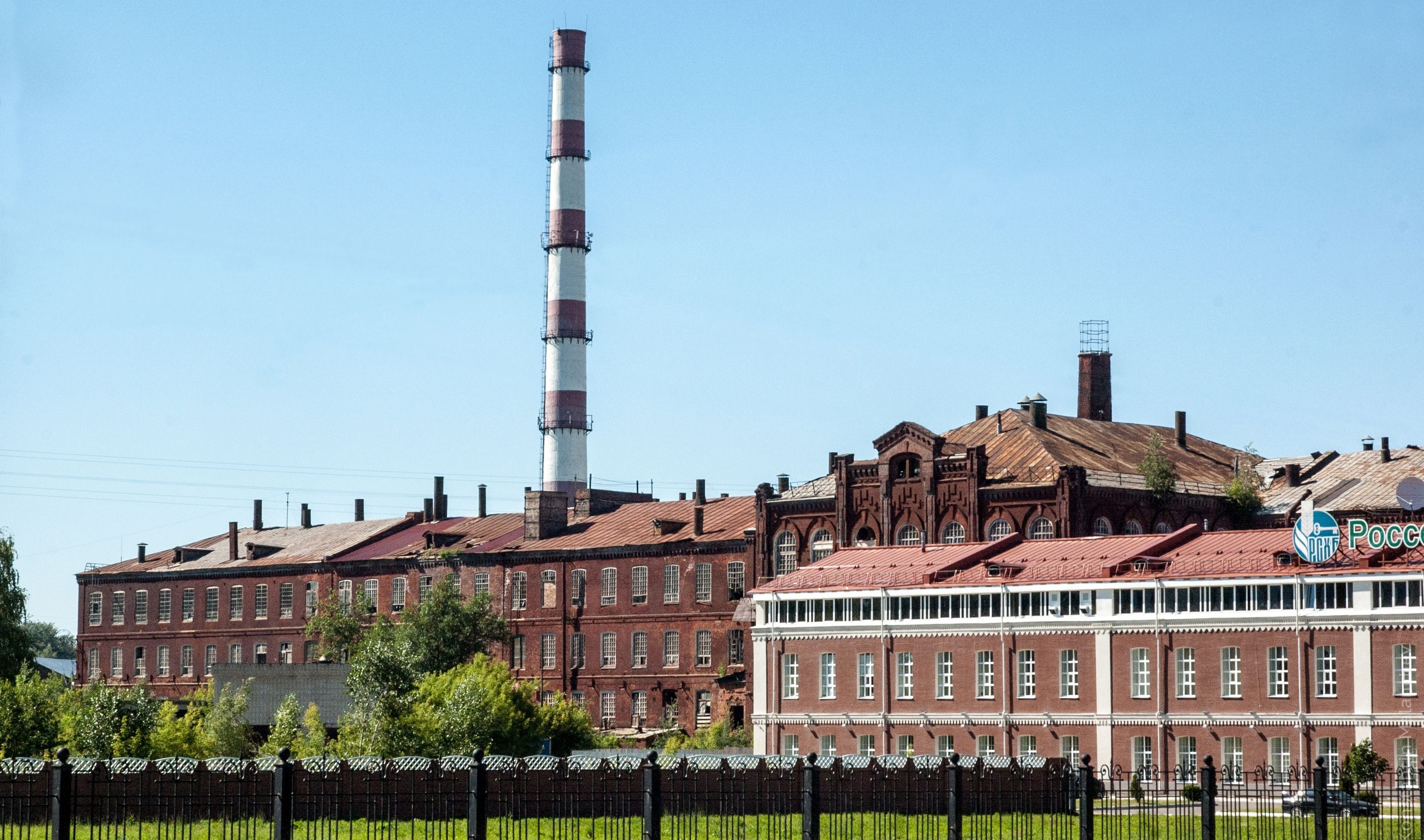
Куваевская мануфактура (Большая ивановская мануфактура)

Родилась в 1851 году в селе Иванове (сейчас — город Иваново) в семье владельца ситценабивной фабрики Харлампия Ивановича Куваева и его супруги Екатерины Осиповны (урождённой Сеньковой).

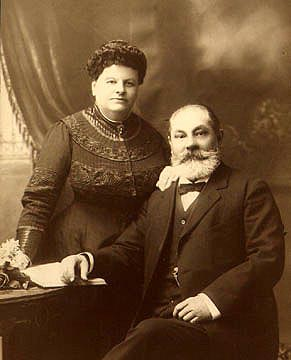
Надежда Харлампиевна и Николай Геннадьевич Бурылины

В 1874 году вышла замуж за одного из представителей купеческого рода Бурылиных, Николая Геннадьевича, в этом же году вместе с мужем возглавила семейное предприятие Куваевых.
После смерти в 1881 году матери и в 1885 году сестры осталась единственной наследницей всей Куваевской мануфактуры.
В учреждённом в 1887 году Товариществе Куваевской мануфактуры с основным капиталом в 1 миллион рублей главный пай принадлежал Надежде Харлампиевне, она же стала главой товарищества; её супруг стал директором-распорядителем и председателем правления товарищества. Под его управлением товарищество активно росло, в развитие основных фондов было вложено свыше 1,3 миллиона рублей. К 1912 году число сотрудников достигло 2 700 человек, а основной капитал вырос до 5 миллионов рублей. К 1917 году фабрика выпускала 2,35 миллиона аршинных кусков различных тканей (на сумму в 20 миллионов рублей) и была крупнейшей в городе. На Всероссийской выставке в Нижнем Новгороде в 1896 году товарищество удостоилось высшей награды для коммерческого предприятия — Государственного герба.
Товарищество Куваевской мануфактуры также занималось социальными проблемами своих рабочих: были построены дома, кухня и столовая, амбулатория, баня — бесплатные для рабочих мануфактуры. С 1896 года при фабрике также работало училище на 140—150 мест. Ежегодно на улучшение бытовых условий работников товарищества тратилось 90 тысяч рублей.
Надежда Харлампиевна также активно участвовала в различных благотворительных проектах, состояла в разных общественных организациях, была попечительницей училищ и приютов. Так, в 1907 году она выделила принадлежавший ей участок земли, и вместе с супругом они пожертвовали 300 тысяч рублей на возведение на нём Куваевской больницы (названной в честь родителей Надежды Харлампиевны), которая стала первой в городе, построенной полностью на частные пожертвования. Ещё столько же выделили на создание неприкосновенного капитала, проценты с которого шли на содержание лечебного заведения. За это (после открытия в 1910 году больницы) оба супруга 7 июня 1910 года были удостоены звания почётных граждан Иваново-Вознесенска.
После революционных событий в России фабрика Бурылиных оказалась национализирована, а они сами выселены из своего дома в квартиру в одном из домов для рабочих, построенных Товариществом Куваевской мануфактуры. Семейное имущество также было конфисковано, и Николай Геннадьевич для содержания семьи был вынужден просить деньги у брата, Дмитрия Геннадьевича Бурылина, который в годы советской власти работал хранителем в созданном им же самим Музее промышленности и искусства.
Скончалась Надежда Харлампиевна в марте 1921 года.